# Adrien Joseph Michaut
Pour les articles homonymes, voir Michaut.
Adrien Joseph Michaut est un homme politique français né le 14 juillet 1797 à Ogéviller (Meurthe) et décédé le 1er mars 1873 à Nancy (Meurthe-et-Moselle).
Greffier puis juge de paix à Lunéville,  il est d'abord élu conseiller général du canton de Lunéville-Sud en 1848 avant d'être député de la Meurthe de 1849 à 1851, siégeant à droite. Après le coup d'état de 1851 il est temporairement emprisonné avant d'être libéré. En 1863, il est toujours conseiller général mais il est devenu juge de paix à Nancy.

## Décoration
- Chevalier de la Légion d'honneur (13 août 1863)

## Sources
- « Adrien Joseph Michaut », dans Adolphe Robert et Gaston Cougny, Dictionnaire des parlementaires français, Edgar Bourloton, 1889-1891 [détail de l’édition]
- Dir. Jean El Gammal, François Roth et Jean-Claude Delbreil, Dictionnaire des Parlementaires lorrains de la Troisième République, Metz, Serpenoise, 2006 (ISBN 2-87692-620-2, OCLC 85885906, lire en ligne), p. 176